# 埃米格蘭特 (蒙大拿州)
埃米格蘭特（英語：Emigrant）是位於美國蒙大拿州帕克縣的普查規定居民點。

## 歷史
埃米格蘭特的郵局自1911年營運至今。

## 人口
根據2020年美國人口普查的數據，埃米格蘭特的面積為28.55平方千米，當中陸地面積為27.90平方千米，而水域面積為0.65平方千米。當地共有人口465人，而人口密度為每平方千米16.29人。